# Szermierka na Letnich Igrzyskach Olimpijskich 1900 – szabla amatorzy
Indywidualny turniej szablistów amatorów był jedną z siedmiu konkurencji szermierskich rozgrywanych podczas II Letnich Igrzysk Olimpijskich w Paryżu w 1900 roku. Zawody odbyły się w dniach 19 - 25 czerwca. W zawodach wzięło udział 23 zawodników z 7 krajów. Złoty medal zdobył Francuz Georges de la Falaise.

## Runda 1
Zawodnicy zostali podzieleni na cztery grupy, w których walka toczyła się systemem każdy z każdym. Czterech najlepszych zawodników z każdej grupy awansowało do półfinału. Nie jest znany dokładny podział na grupy.
| Zawodnik                      |
| ----------------------------- |
| Maurice Boisdon               |
| Claude de Boissière           |
| Dutertre                      |
| Georges de la Falaise         |
| Fedreghini                    |
| Siegfried Flesch              |
| Mauricio Ponce de Léon        |
| Harstein                      |
| Hugó Hoch                     |
| Pierre Georges Louis d'Hugues |
| Gyula von Iványi              |
| Léon Lécuyer                  |
| Camillo Müller                |
| Amon Ritter von Gregurich     |
| Heinrich von Tenner           |
| Léon Thiébaut                 |
| Stagliano                     |
| Todoresku                     |
| de Boffa                      |
| Lafourçade-Cortina            |
| Alfons Schöne                 |
| Casimir Semelaignes           |
| Fernand Semelaignes           |

## Półfinały
W półfinałach brało udział 16 zawodników podzielonych na dwie grupy. W każdej grupie walka toczyła się systemem każdy z każdym. Do finału awansowało czterech najlepszych zawodników z każdej grupy. Półfinały rozegrano 22 czerwca.
| Półfinał A | Półfinał A                    |
| Miejsce    | Zawodnik                      |
| ---------- | ----------------------------- |
| 1          | Gyula von Iványi              |
| 2          | Camillo Müller                |
| 3          | Siegfried Flesch              |
| 4          | Georges de la Falaise         |
| 5-8        | Maurice Boisdon               |
| 5-8        | Harstein                      |
| 5-8        | Pierre Georges Louis d'Hugues |
| 5-8        | Fedreghini                    |

| Półfinał B | Półfinał B                |
| Miejsce    | Zawodnik                  |
| ---------- | ------------------------- |
| 1          | Amon Ritter von Gregurich |
| 2          | Heinrich von Tenner       |
| 3          | Claude de Boissière       |
| 4          | Léon Thiébaut             |
| 5-8        | Hugó Hoch                 |
| 5-8        | Mauricio Ponce de Léon    |
| 5-8        | Stagliano                 |
| 5-8        | Todoresku                 |

## Finał
W finale walczyło ośmiu zawodników systemem każdy z każdym.
| Miejsce | Zawodnik                  | Wygranych | Przegranych |
| ------- | ------------------------- | --------- | ----------- |
| 1       | Georges de la Falaise     | 6         | 1           |
| 2       | Léon Thiébaut             | 5         | 2           |
| 3       | Siegfried Flesch          | 4         | 3           |
| 4       | Amon Ritter von Gregurich | 4         | 3           |
| 5       | Gyula von Iványi          | 3         | 4           |
| 6       | Claude de Boissière       | 3         | 4           |
| 7       | Heinrich von Tenner       | 2         | 5           |
| 8       | Camillo Müller            | 1         | 6           |